# 로마 시대의 그리스
로마 시대의 그리스는 그리스(다른 헬레니즘 세계를 포함하지 않는, 그리스 본토) 시대에서 기원전 146년 코린토스 전투에서 로마가 승리한 이래 기원후 330년 콘스탄티누스 대제가 비잔티움을 새 로마 제국의 수도로 삼을 때까지 시대를 이른다.
기원전 146년 마케도니아가 로마 속주로 편입되면서 그리스 반도는 로마의 지배를 받게 되는데, 그리스 남부는 마케도니아 행정관의 감독을 받았다. 그러나 몇몇 그리스 도시들은 부분적인 독립이라도 유지하고, 조세를 피하고자 했다. 에게해 제도는 기원전 133년에 로마령에 편입된다. 기원전 88년 아테네와 여타 그리스 도시가 반란을 일으켰는데, 로마 장군 술라는 그리스 반도를 쑥대밭으로 만들었다. 로마의 내전으로 그리스는 더욱 황폐해졌으며 기원전 27년 아우구스투스는 이 반도를 아카이아 속주로 지정한다.
로마 문화가 그리스의 영향을 크게 받으면서 이 지역은 제국의 중요한 동부 속주였다. 그리스어는 동방과 이탈리아의 링구아 프랑카였으며, 갈레노스 등 여러 그리스 지식인들이 로마에서 활동했다.
몇몇 황제들은 그리스 도시에 새 건물을 건설하기도 했다. 아테네의 아고라에는 마르쿠스 빕사니우스 아그리파의 아그리페이아(Agrippeia), 티투스 플라비우스 판타이누스 도서관, 바람의 탑 등이 있다. 로마 지배하에서 그리스의 생활은 전과 다를 바 없었다. 그리스 문화는 로마 문화에 큰 영향을 주었는데, 가령 호라티우스는 "정복된 그리스가 자신의 정복자(로마)를 정복했다"(Graecia capta ferum victorem cepit)고 말한 바 있다. 호메로스 서사시는 베르길리우스가 아이네이스를 쓰는 데 영감을 주었으며, 소 세네카같은 작가들은 그리스풍으로 글을 썼다. 스키피오 아프리카누스같은 로마의 전쟁 영웅들은 철학을 공부하고 그리스 문화와 과학을 높이 샀던데 반해, 이들의 정적이었던 로마의 귀족들은 그리스인을 경멸하기도 했다. 대부분의 로마 황제들은 그리스 문화를 좋아했다. 네로 황제는 기원후 66년에 그리스에 방문하여 非그리스인 출전 금지 규정을 무시하고 올림피아 경기에 참가했다. 당연히 그는 (황제이므로) 나가는 경기마다 승리를 받았고, 200여 년 전에 로마 장군 플라미니누스가 했던 것처럼 코린토스의 이스트모스 경기에서 그리스인의 자유를 선언했다. 하드리아누스도 그리스 문화를 좋아했는데, 즉위하기 전에 그는 아테네에서 에포니모스 아르콘을 지내기도 했다. 그는 아테네에 자신의 이름을 새긴 문을 세우기도 했으며, 안티누스라는 그리스인 애인도 있었다.
당시 그리스와 로마의 동부 지역은 기독교의 영향을 받게 된다. 사도 파울로스는 코린토스와 아테네에서 설교를 한 바 있다. 이후 그리스는 상당히 기독교화된다.

## 로마 시대 초기

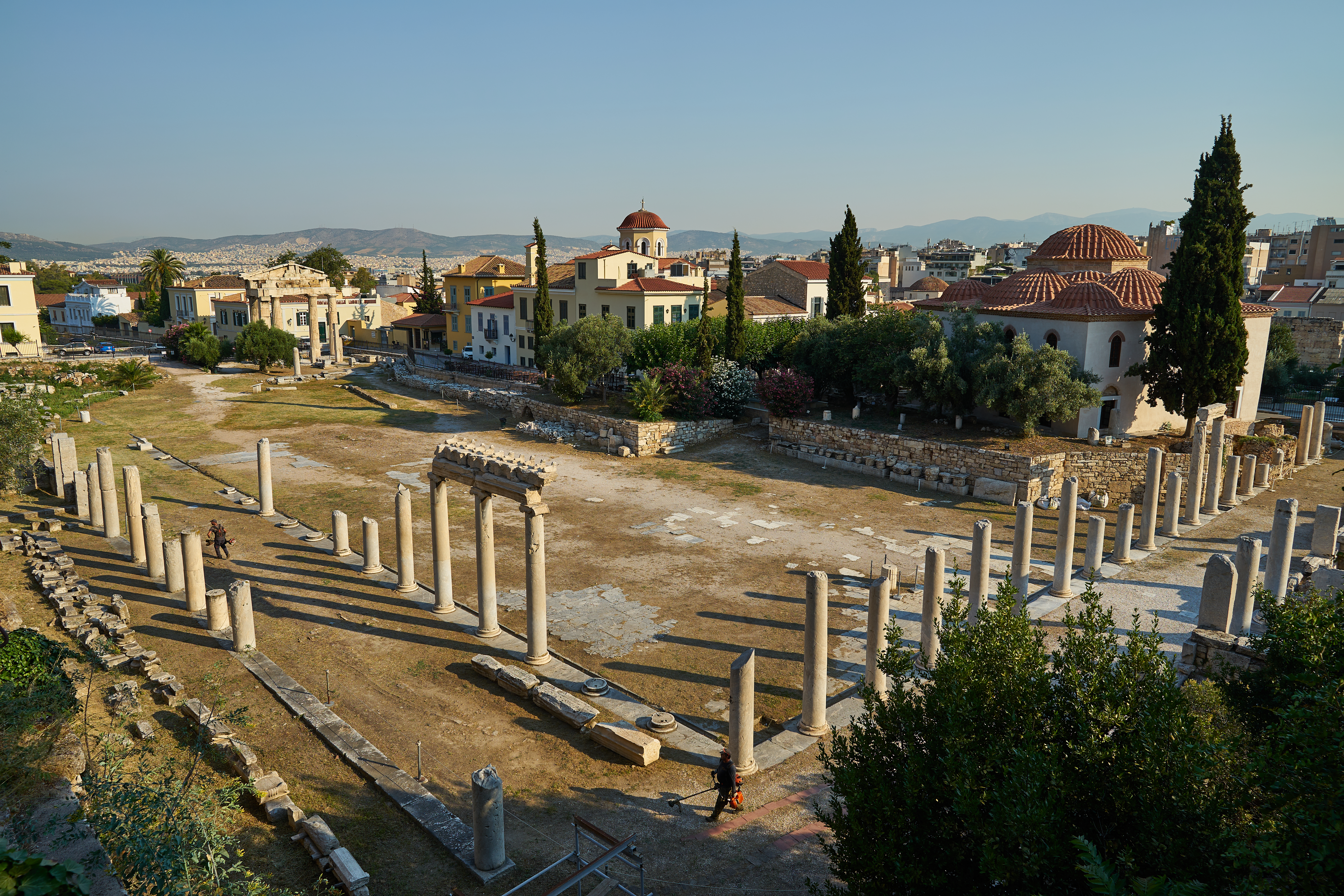
아테네에 위치한 로마 포룸

로마 제국 시대에도 그리스에서의 삶은 이전과 거의 동일하게 계속되었다. "그리스 점령자가 무례한 정복자를 잡았다."라는 호레이스의 말처럼 고대 로마의 문화는 그리스인들의 큰 영향을 받았다. 호머(Homer)의 서사시는 버질의 아이네이드(Aeneid)에 영감을 주었고, 세네카 더 영과 같은 작가들은 그리스 문체를 사용하여 글을 썼다. 일부 로마 귀족들은 그리스인을 후진적이고 편협하다고 여겼지만, 다른 많은 귀족들은 그리스 문학과 고대 그리스 철학을 받아들였다. 스키피오 아프리카누스와 같이 그리스어는 철학을 공부하는 경향이 있고 그리스 문화와 과학을 따라야 할 모범으로 여겼던 로마의 교육받은 엘리트들이 가장 좋아하는 언어가 되었다.
로마 황제 네로는 서기 66년 그리스를 방문하여 비그리스인 참가 금지 규정에도 불구하고 고대 올림픽에서 공연했다. 그는 모든 대회에서 우승의 영예를 안았고, 이듬해 코린트(Corinth)에서 열린 이스트미아 제전(Isthmian Games)에서 티투스 퀸크티우스 플라미니누스(Titus Quinctius Flamininus)가 200여 년 전에 그랬던 것처럼 그리스인의 자유를 선언했다.

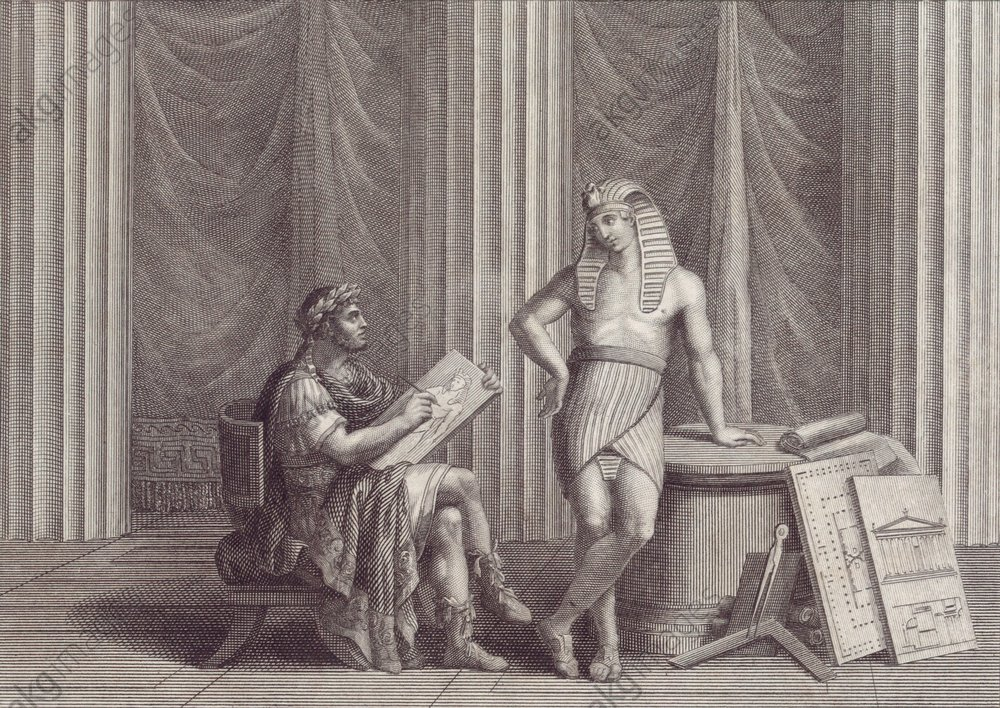
하드리아누스 황제와 그가 가장 좋아하는 그리스인 바톨로메오 피넬리(Bartolomeo Pinelli), 1810년경.

그리스, 특히 아테네에서는 황제와 부유한 로마 귀족들이 많은 사원과 공공 건물을 지었다. 율리우스 카이사르는 아테네에 로마 아고라를 건설하기 시작했고, 아우구스투스가 이 건물을 완공했다. 정문인 아테나 아르케티스 문은 아테네의 수호 여신인 아테나에게 헌정되었다. 아그리파의 오데온은 마르쿠스 빕사니우스 아그리파가 고대 아고라의 중앙에 건설했다. 하드리아누스 황제는 황제가 되기 전 아테네의 시조인 아르콘으로 활동했던 필헬레니즘자였다. 그는 자신을 페리클레스의 후계자로 여겼고 아테네에 많은 공헌을 했다. 그는 도시에 하드리아누스 도서관을 짓고 아테네의 올림피아 제우스 신전을 건설한 지 약 638년 만에 완공했는데, 이는 아테네의 폭군들이 착공했지만 그런 규모의 건축물이 오만을 초래할 것이라는 믿음 때문이었다. 아테네 사람들은 하드리아누스 황제를 기리기 위해 하드리아누스 대성당을 지었다. 아테네 아고라와 아테네의 아크로폴리스를 마주보는 아치의 한 면에는 "여기는 테세우스의 고대 도시 아테네이다."라는 비문이 새겨져 있었다. 제우스 신전과 '새로운 도시'를 마주보는 면(이 면은 여전히 고대 도시의 일부였으며 파나테니안 스타디움은 항상 그 면에 있었다). 아드리아누(하드리아 거리)에는 아치에서 고대 아고라로 이어지는 비문이 오늘날까지 존재한다.
팍스 로마나는 그리스 역사상 가장 긴 평화의 시기였으며, 그리스는 로마와 그리스어를 사용하는 제국의 동쪽 절반을 잇는 해상 무역의 주요 교차로가 되었다. 코이네 그리스인(그리스어)은 동부 지방과 로마 이탈리아에서 링구아 프랑카 역할을 했으며, 갈렌과 같은 많은 그리스 지식인들이 대부분의 업무를 로마에서 수행했다.

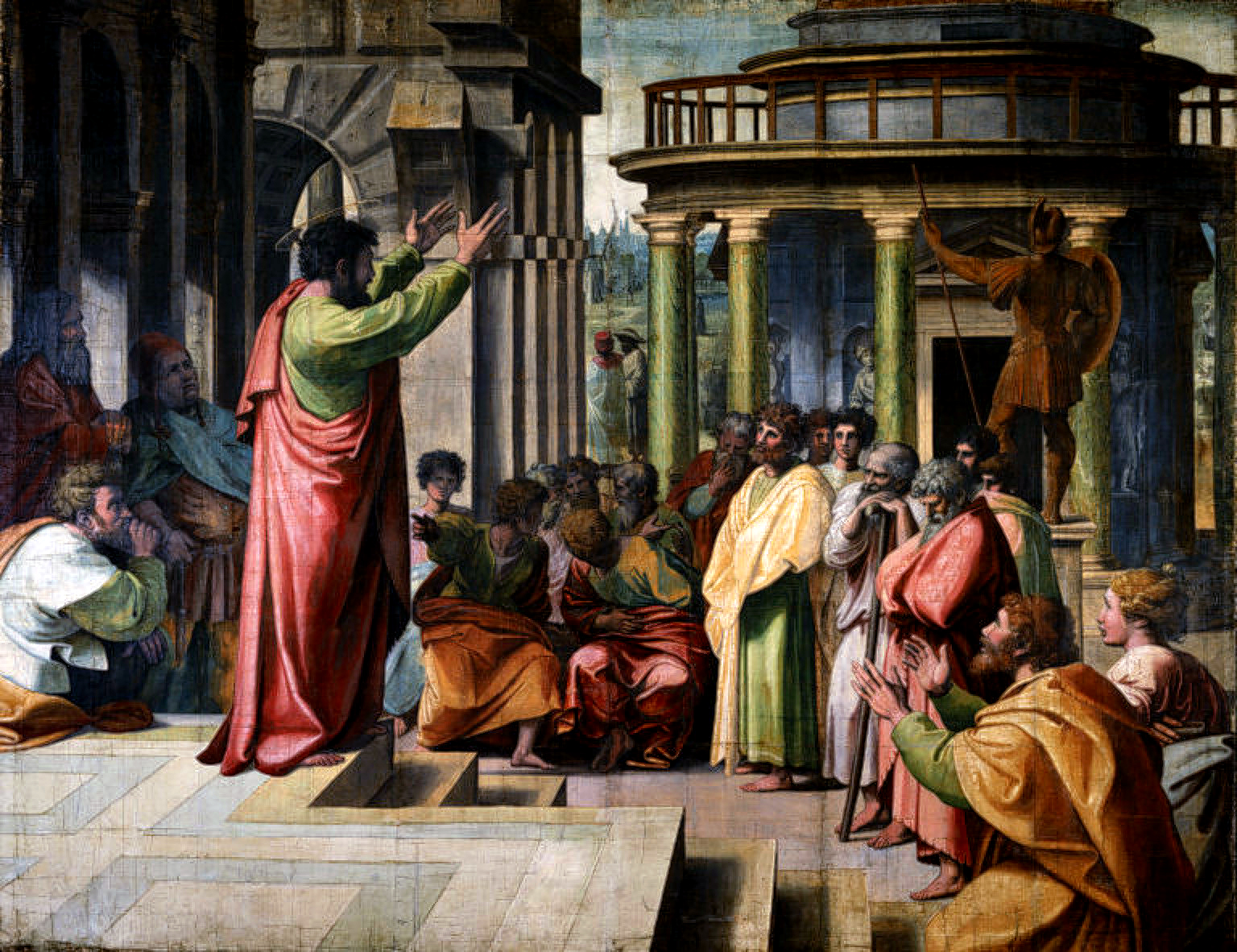
아테네에서 설교하는 성 바울, 라파엘(Raphael), 1515년경

이 시기에 그리스와 로마 동쪽의 대부분은 초기 기독교의 영향을 받았다. 사도 바울 타르수스(도시)는 필리피, 코린토스, 아테네에서 설교했고 테살로니키는 곧 제국에서 가장 기독교화가 잘 된 지역 중 하나가 되었다.

## 로마 시대 후기
기원후 2, 3세기에 그리스는 아카이아 속주와 마케도니아 속주, 에피루스 속주, 트라키아 속주, 모이시아 속주로 분리된다. 3세기 말 디오클레티아누스 시대에 모이시아에는 관구(diocese)가 설치되며, 갈레리우스가 지배했다. 콘스탄티누스 시대에 그리스는 마케도니아와 트라키아 관구의 일부였다. 테오도시우스는 마케도니아 관구를 크레타, 아카이아, 테살리아, 에피루스 베투스, 에피루스 노바, 마케도니아 속주로 분리한다. 에게해 제도는 아시아나 관구의 인술라이(Insulae) 속주가 되었다.
테오도시우스 시대에 그리스는 헤룰리(Heruli), 고트족, 반달족의 침략을 받았다. 4세기 말 서고트족이 침략하자 아르카디우스의 섭정 스틸리코는 테살리아를 피난시켰다. 아르카디우스의 신하 에투트로피우스는 알라리쿠스가 그리스에 진입하게 내버려둬서 그는 아테네, 코린토스, 펠로폰네소스를 약탈했다. 397년 결국 스틸리코는 그를 물리쳤고, 알라리쿠스는 일리리쿰의 군 사령관(magister militum)으로 임명했다. 그러나 410년 알라리쿠스와 고트족은 이탈리아로 넘어가 로마를 약탈했으며, 이베리아와 프랑스 남부에 서고트 제국을 세워서 711년 아랍인이 진출할 때까지 존속했다.
그리스는 비교적 통합 상태를 유지한 동부 제국의 일부로 남았으며, 이후 비잔티움 제국의 심장부가 되었다. 고대사 후기에 대한 낡은 시각과는 달리 그리스 반도는 로마 제국에서 매우 번영하는 지역이었다. 최근의 고고학적 발견을 통해 이 시기 그리스가 빈곤, 인구 감소, 이민족 침입으로 인한 파괴, 사회 부패와 같은 예전의 가설을 바꾸게 되었다. 사실 그리스의 폴리스는 일개 사회 체제로서 최소 6세기까지도 번영하는 지역이었던 것 같다. 히에로클레스의 '신데크모스'(Syndekmos) 등 당대의 기록은 고대 시대 후기의 그리스가 매우 도시화되었으며, 80여개의 도시가 있었음을 보여준다. 오늘날 이 시기 그리스가 매우 번영했다는 견해가 널리 받아들여지고 있으며, 기원후 4세기에서 7세기까지 그리스는 동부 지중해에서 경제활동이 매우 활발하게 이루어지는 지역이었던 것으로 보인다.